# Lepisorus bicolor
Lepisorus bicolor är en stensöteväxtart som först beskrevs av Hisayoshi Takeda, och fick sitt nu gällande namn av Ren-Chang Ching. Lepisorus bicolor ingår i släktet Lepisorus och familjen Polypodiaceae. Inga underarter finns listade.